# 町田酒造
町田酒造株式会社（まちだしゅぞう、MACHIDA SHUZO CO.,LTD.）は鹿児島県大島郡龍郷町に本社を置く奄美黒糖焼酎メーカーである。
代表銘柄は『里の曙』。主原料となる黒糖の使用比率は比較的高く、長期貯蔵・熟成した銘柄の開発・製造を行っている。

## 沿革
1983年10月 戦前から鹿児島県大島郡住用町で操業していた石原酒造（創業者：石原タカ）を、法人へ組織変更。有限会社石原酒造として資本金300万円で発足。
1988年5月 株式会社町田建設がその出資金額全額を取得。
1991年3月 出資金を1,000万円に増資。本社を龍郷町に移転、工場を新築し操業を開始。
1991年4月 有限会社石原酒造を株式会社石原酒造へ変更。
1991年11月 商号を町田酒造株式会社に変更。
1996年4月 株式会社幸栄を吸収合併し、資本金を2,000万円に増資。
2016年4月 中村安久が代表取締役社長に就任。
2020年6月 平島将が代表取締役社長に就任。

## 銘柄

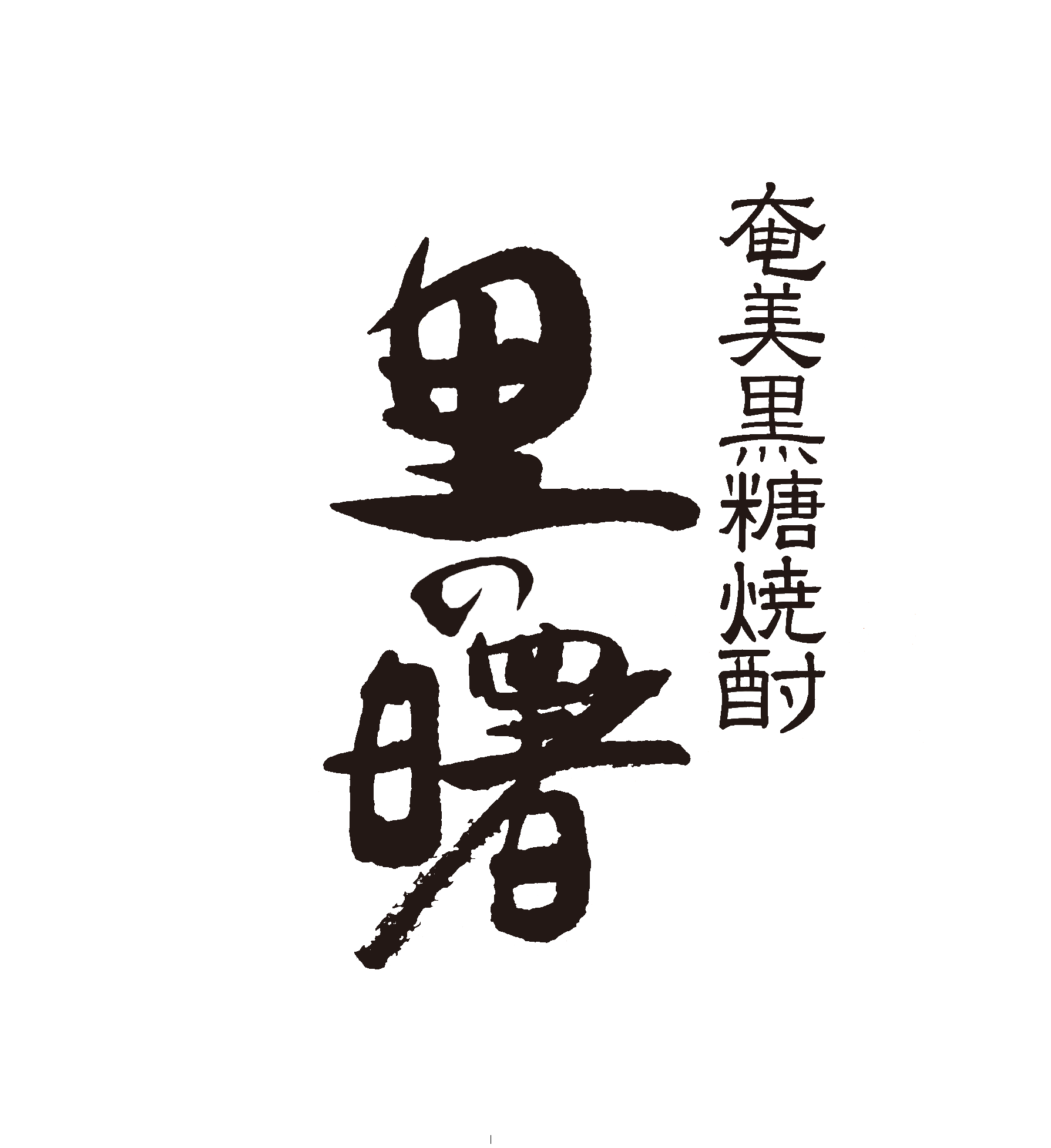
代表銘柄『里の曙』

### 里の曙
町田酒造の代表銘柄。減圧蒸留、長期貯蔵による調和のとれたまろやかな酒質が特徴とされる。2019年3月、ベルリン国際スピリッツコンペティションにて金賞を受賞。

### 里の曙　黒麹仕込
製造時に黒麹を使用した銘柄。

### 里の曙 ゴールド
「里の曙」(減圧蒸留)と、常圧蒸留した製品をそれぞれ別の樫樽で熟成させ、ブレンドした焼酎。木樽由来の黄金色から、「ゴールド」の名を冠している。
2018年5月、ロサンゼルス国際スピリッツコンペティションにて、94点を獲得。焼酎部門の最上位『BEST OF SHOCHU』に、出品銘柄全体では第3位となる高評価を得ている。

### 里の曙 原酒
「里の曙」がアルコール分25%であるのに対して、『里の曙 原酒』はアルコール分43％である。2018年ロサンゼルス国際スピリッツコンペティションにて90点を獲得し金賞受賞。

### 里の曙　瑞祥
減圧蒸留により製造される「里の曙」に対して、「瑞祥」は「常圧蒸留」により製造される。

### 奄美すもも酒
「里の曙」に奄美大島特産のスモモ「花螺李」を漬け込み製造したリキュール。

### 奄美たんかん酒
「里の曙」に奄美大島特産の柑橘「タンカン」を漬け込み製造したリキュール。2019年3月、フェミナリーズ世界ワインコンクールにて、金賞を受賞。

## 社会的取り組み
2017年7月 社会福祉法人三環舎（向井扶美理事長；奄美市）と「業務協力協定」を締結。障害者を含むすべての人が協働共生する社会を実現するための取り組みをスタートさせた。
2018年6月 龍郷町と14項目にわたる『包括的業務協力協定』を締結。地域の活性化や教育・文化・産業・スポーツ等の振興、子育て支援や高齢者支援等に積極的に関与・協力していくことを取り決めた。併せて奄美群島の自治体としては初となる自治体シンク＆ドゥタンク『たつごうみらい会議』の設置にも携わることとなった。
2018年10月 鹿児島県で初の認定となる『かごしま働き方改革推進企業』として県知事から認定証を交付される(他に２社が交付される)。
2018年11月 鹿児島労働局から『2018年度ベストプラクティス企業』に選定される。奄美群島に本社を置く企業としては初の選定企業。
2018年11月 鹿児島県から『かごしま女性活躍推進優良企業』として県知事表彰を受ける(他に１社が表彰される)。奄美群島に本社を置く企業としては初の受賞企業。

## 受賞歴
2018年5月 ロサンゼルス国際スピリッツコンペティション2018（米国・ロサンゼルス）
| 銘柄            | 得点 | アワード                  | 備考         |
| --------------- | ---- | ------------------------- | ------------ |
| 里の曙 ゴールド | 94   | 最高金賞（Best of Shochu) | 部門最高賞   |
| 里の曙 原酒     | 90   | 金賞                      |              |
| Nankai Shochu   | 90   | 金賞                      | 米国販売銘柄 |

2019年3月　ベルリン国際スピリッツコンペティション2019（ドイツ・ベルリン）
| 銘柄            | 得点 | アワード | 備考 |
| --------------- | ---- | -------- | ---- |
| 里の曙          | -    | 金賞     |      |
| 里の曙 ゴールド | -    | 銀賞     |      |

2019年3月　第13回フェミナリーズ世界ワインコンクール（フランス・パリ）
| 銘柄           | 得点 | アワード | 備考 |
| -------------- | ---- | -------- | ---- |
| 奄美たんかん酒 | -    | 金賞     |      |